# Colobaspis septemmaculata
Colobaspis septemmaculata is een keversoort uit de familie halstandhaantjes (Megalopodidae). De wetenschappelijke naam van de soort werd in 1831 gepubliceerd door Frederick William Hope.